# Бориспільський ґебіт
Бори́спільський ґебі́т, окру́га Бори́спіль (нім. Kreisgebiet Borispol) — адміністративно-територіальна одиниця Генеральної округи Київ Райхскомісаріату Україна протягом німецької окупації Української РСР під час Німецько-радянської війни. Адміністративним центром ґебіту було місто Бориспіль.
Ґебіт утворено 1 вересня 1942 року на території нинішньої Київської області. Поділявся на 3 райони (нім. Rayons). Фактично існував до взяття Борисполя радянськими військами 23 вересня 1943 року, формально – до 1944 року. Охоплював територію трьох районів тодішньої Київської області: Бориспільського, Броварського і Вищедубечанського та, відповідно, поділявся на три райони: Бориспіль (Rayon Borispol), Бровари (Rayon Browary) і Вища Дубечня (Rayon Wyschaja Dubetschnia),  межі яких збігалися з тогочасним радянським адміністративним поділом. При цьому зберігалася структура адміністративних і господарських органів УРСР. Всі керівні посади в ґебіті обіймали німці, головним чином з числа тих, що не підлягали мобілізації до вермахту. Лише старостами районів і сіл призначалися лояльні до окупантів місцеві жителі або фольксдойчі.